# Melody Thomas Scott
Pour les articles homonymes, voir Scott.
Melody Thomas Scott (née Melody Ann Thomas, le 18 avril 1956 à Los Angeles) est une actrice américaine.

## Biographie

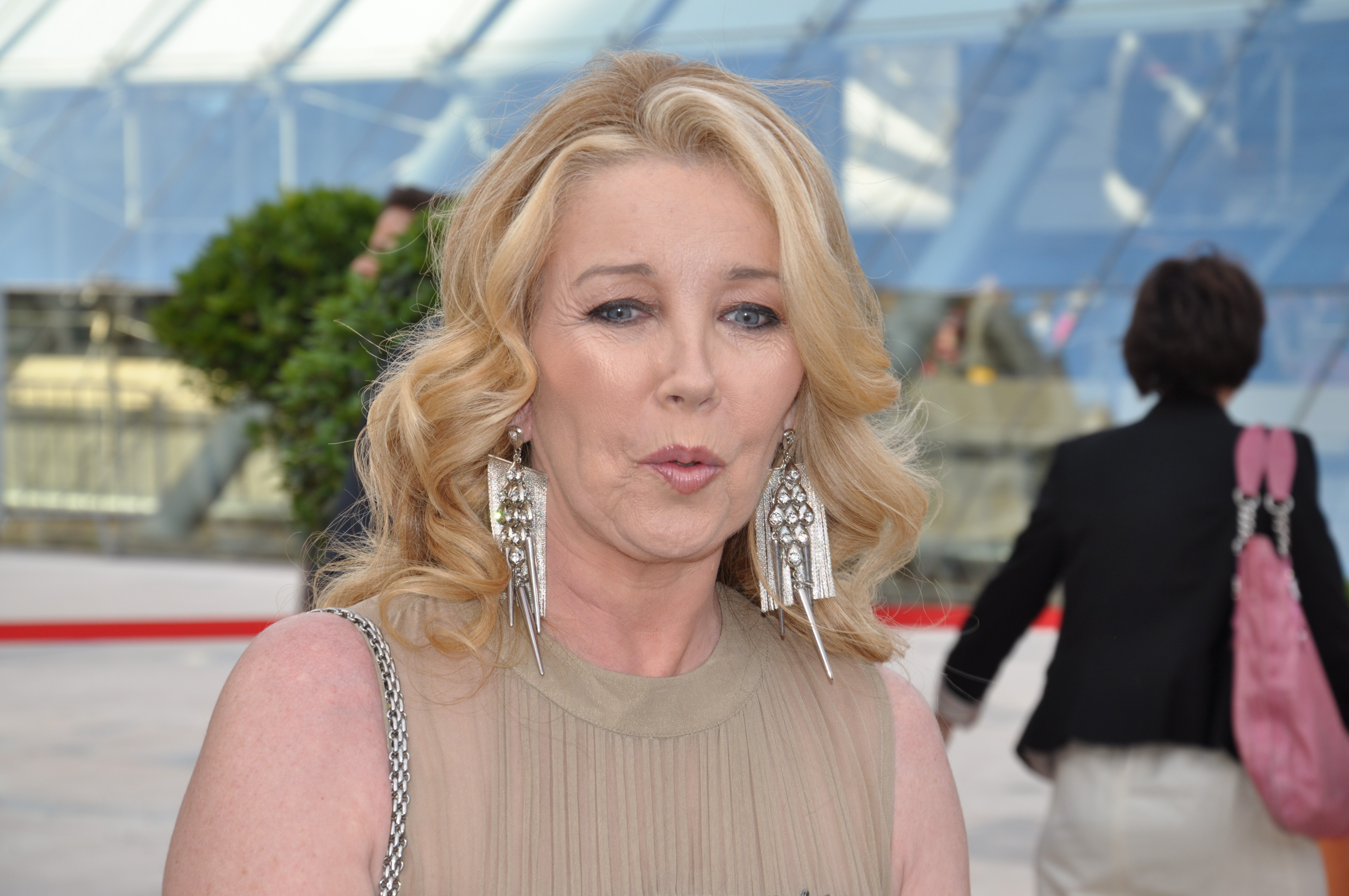
Melody Thomas Scott au de Festival de télévision de Monte-Carlo, (2013).

Elle tient son premier rôle au cinéma à l'âge de huit ans dans le film d'Alfred Hitchcock, Pas de printemps pour Marnie (1964).
Par la suite, elle est notamment apparue dans les films Enfer mécanique (1977) et Piranhas (1978).
Aux États-Unis où sont diffusés Les Feux de l'amour (The Young and the Restless) depuis mars 1973, Melody Thomas Scott a rejoint le casting du feuilleton le 27 février 1979, dans lequel elle joue le rôle de Nikki Reed Newman.
Melody a été mariée deux fois : en janvier 1979, avec Michael Altman dont elle divorce six mois plus tard ; sur le tournage des Feux de l'amour, elle rencontre le producteur exécutif de la série, Edward J. Scott. Ils se marient le 12 octobre 1985 et ont trois filles : Jennifer, Alexandra Danielle Yeaggy (née en 1983, dont le père biologique est Carlos Yeaggy, le maquilleur de Melody, mais qu’Edward adopte) puis Elizabeth Frances Marie Scott (née le 4 décembre 1988).
Sa fille aînée, Jennifer, a donné naissance à des jumeaux le 25 mai 2011 : un garçon, James, et une fille, Charlotte.

## Filmographie

### Cinéma
- 1964 : Pas de printemps pour Marnie : Marnie jeune
- 1971 : Les Proies : Abigail
- 1975 : La Brigade du Texas : Laurie
- 1976 : Le Dernier des géants : La fille dans le tramway
- 1977 : Enfer mécanique : Suzie Poolbrook
- 1978 : Furie : LaRue
- 1978 : Piranhas : Laura Dickinson
- 2005 : Freezerburn : Jill Renzie

### Télévision

#### Téléfilms
- 1977 : Secrets : Laura Fleming
- 1980 : The Scarlett O'Hara War : Laurel Lee
- 2003 : Panique sous les Tropiques : Linda Flemming

#### Séries télévisés
- 1965 : La grande caravane : Samantha (épisode 23, saison 8)
- 1969 : L'homme de fer : Leslie Richards (épisode 2, saison 3)
- 1977 : Code R : Linda (épisode 6)
- 1977 : Fish : Joanie Kellen (épisode 7, saison 1)
- 1977 : La Famille des collines : Darlene Jarvis (épisode 24, saison 5 et épisode 5, saison 6)
- 1978 : Drôles de dames : Betsy (épisode 18, saison 2)
- Depuis 1979 : Les Feux de l'amour : Nikki Newman
- 1979 : Makin' It : Carol / Paula (épisode 1 et 8)
- 1979 : Billy : Shirley (épisode 4)
- 1979 : Deux cent dollars plus les frais : Sherry (épisode 2, saison 6)
- 1980 : Huit, ça suffit ! : Une hôtesse (épisode 15, saison 4)
- 1985 : Hôtel : Mandy Vinning (épisode 16, saison 2)
- 1995 : Diagnostic : meurtre : elle-même (épisode 21, saison 2)
- 1997 : Une nounou d'enfer : elle-même (épisode 24, saison 4)
- 2001 : Un gars du Queens : Nikki Newman (épisode 17, saison 3)
- 2007 : Earl : Pill Popping Mom (épisode 17, saison 2)
- 2011 : Castle : Tonya Wellington (épisode 11, saison 3)
- 2012 : Laid Off  : elle-même (épisode 3)
- 2014 : The Crazy Ones : Flora (épisode 21)
- 2022 : Amour, Gloire et Beauté : Nikki Newman